# Endoscopia

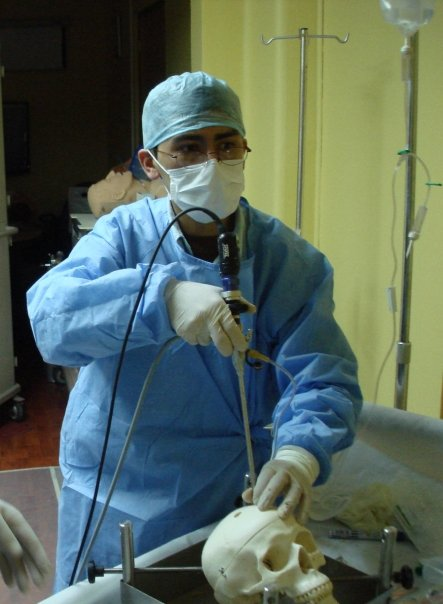
Endoscopia

La endoscopia es una técnica o procedimiento diagnóstico, de la rama de la medicina, que consiste en la introducción de una cámara o lente dentro de un tubo o endoscopio a través de un orificio natural, una incisión quirúrgica o una lesión para la visualización de un órgano hueco o cavidad corporal.
El endoscopio es un instrumento (producto sanitario) en forma de tubo que puede ser rígido o semiflexible y que contiene una luz y una óptica que permiten la visualización del interior de un órgano hueco o de una cavidad corporal.
El endoscopio es un instrumento que se utiliza para observar dentro de una cavidad, conducto u órgano hueco. Está conformado por una sonda flexible que presenta una luz que permite que la cavidad sea observable y una cámara en el extremo de la sonda. Se utiliza introduciendo el instrumento a través de un orificio natural del cuerpo como la boca, el recto o la uretra, o también a través de una incisión. El endoscopio es un instrumento que ha permitido el desarrollo y la especificidad en la medicina, influyendo tanto en la prevención como en el diagnóstico y el pronóstico de muchas enfermedades.
Estos instrumentos de trabajo, llamados endoscopios, hacen referencia a la mejor y más amplia tecnología que varios investigadores se han dado a la tarea de diseñar, y cada vez son de mayor calidad. De estos se puede encontrar tanto diagnósticos como terapéuticos, dependiendo del procedimiento y de la patología de cada paciente.[cita requerida]
Por tanto, los endoscopios son de mayor utilidad para mejorar la atención médica.
Hay dos tipos de endoscopios : endoscopio de fibra óptica y el videoendoscopio.[cita requerida]
La endoscopia en el aparato digestivo se divide, a grandes rasgos, en cuatro grupos:
- gastroscopia
- colonoscopia
- enteroscopia
- colangiopancreatografía retrógrada endoscópica

La endoscopia, además de ser un procedimiento diagnóstico mínimamente invasivo, también se utiliza en una variedad de maniobras terapéuticas, como la extracción de pólipos, el tratamiento de hemorragias digestivas, la colocación de prótesis, la resección de tumores superficiales o la realización de procedimientos bariátricos. En este último caso, se han desarrollado técnicas como el balón intragástrico, la gastroplastia endoscópica (también conocida como Método Apollo) o el método Endomina, que permiten reducir el volumen gástrico mediante suturas internas, sin necesidad de cirugía tradicional.

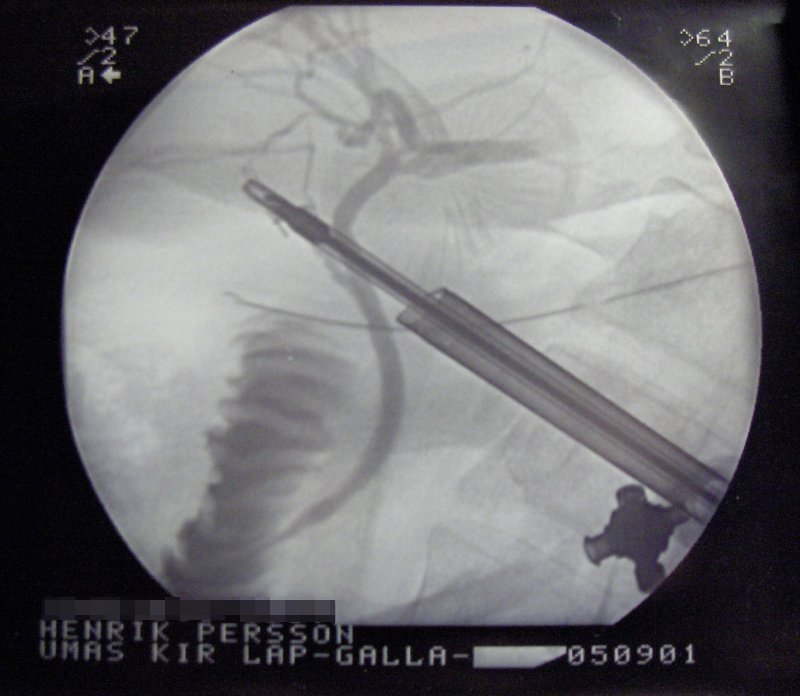
Laparoscopia

## Clasificación
Según el orificio por el que se introduzca el endoscopio:
- Por boca hasta duodeno: endoscopia digestiva alta o panendoscopia oral diagnóstica, que visualiza:
  - El esófago: esofagoscopia.
  - El estómago: gastroscopia.
  - El duodeno: duodenoscopia.
  - Generalmente se visualizan los tres órganos llamándose la prueba esofagogastroduodenoscopia.
- Por ano hasta ciego: endoscopia digestiva baja, que visualiza:
  - Recto: rectoscopia
  - Colon sigmoides: sigmoidoscopia
  - Colon (completo): colonoscopia
- Por meato uretral hasta vejiga urinaria, se llama cistoscopia. A través de los orificios ureterales accediendo a uréteres, pelvis renal y cálices renales, se denomina ureterorrenoscopia.
- Por vestículo nasal: puede ser:
  - Una endoscopia otorrinolaringológica o panendoscopía ORL: En la que se visualizan fosas nasales, cavum, faringe y sobre todo laringe (laringoscopia directa).
  - Una broncoscopia, en la que se visualizan los bronquios.
  - Una nasofaringolaringofibroscopía.
- Por introito vaginal: para visualizar las cavidades de los órganos reproductores femeninos:
  - Vagina: colposcopia.
  - Útero: histeroscopia.
- Mediante pequeñas incisiones quirúrgicas, la endoscopia puede ser:
  - Mediastinoscopia: es la visualización del mediastino.
  - Toracoscopia: es la visualización de la cavidad torácica o pleural.
  - Laparoscopia: es la visualización de la cavidad abdominal o peritoneal.
  - Artroscopia: visualización de una cavidad articular, generalmente de las rodillas.
- Durante el embarazo, la visualización del feto se llama fetoscopia.

## Endoscopia Virtual
La endoscopia virtual es técnicamente un estudio por imágenes más que una endoscopia, ya que usa una tomografía computarizada para observar las superficies interiores de los órganos, tal como los pulmones (broncoscopia virtual) o el colon.

## Tipos de endoscopios

### Endoscopio flexible y fibroscopio
El XL PRO incorpora una microcámara CCD de alta resolución, además de una potente fuente de iluminación de tecnología "arc lamp". La imagen es transmitida digitalmente por el interior de la sonda flexible hasta un monitor portátil LCD. La cabeza de la sonda es articulable y dirigible desde el exterior mediante una palanca de mando o joystick de fácil e intuitivo manejo, permitiendo giros y rotaciones de hasta 180º+- en todas las direcciones del espacio.

## Historia
A finales del siglo XIX (hacia 1880) los médicos comenzaron a utilizar este instrumento para observar el conducto auditivo de sus pacientes. El primer endoscopio consistía en un cilindro de metal que tenía en su parte media una base para apoyar una vela y un reflector que concentraba la luz hacia unos espejos que la dirigían hacia el espéculo. Con otro sistema de espejos se dirigía la imagen hacia dos lentes oculares situados al otro extremo del espéculo. El instrumento actual, creado por Basil Hirschovitz en 1957, utiliza fibras ópticas para flexibilizar el endoscopio y así poder usarlo más cómodamente en cirugías.

## Origen del endoscopio
El término endoscopia viene de endo que significa adentro y scopia de mirar.
La historia de la endoscopia se remonta a tiempos del inicio de las civilizaciones, donde ya se utilizaban tubos e instrumentos para tratar de tener acceso al interior del cuerpo. Se sabe que griegos, egipcios y romanos ya introducían líquido en el colon y recto a través de cánulas, que se define como tubos pequeños que se utilizan en medicina para evacuar o introducir líquidos en el cuerpo, aunque estos aparatos no realizan la misma función que un endoscopio si presentan algún tipo de similitud.
En las ruinas de Pompeya, una antigua ciudad romana, se descubrió un espéculo vaginal del siglo I, aparato considerado como un prototipo de los futuros endoscopios, el cual actualmente cumple una función de apertura de orificios para facilitar la introducción de algún instrumento. Por lo que es correcto aseverar que en Roma ya se conocía y utilizaba este tipo de instrumentos, inclusive se sabe que Hipócrates en el año 400 a. C. trató de observar el recto con un tubo y una vela, atribuyéndosele entonces la creación del primer instrumento que nos permite mirar dentro del cuerpo. Sin embargo hay otros autores[¿quién?] que no se arriesgan a afirmar que tanto Hipócrates como Galeno hayan conocido realmente el espéculo ni mucho menos atribuirle a alguno de estos personajes su invención. Paolo de Egina menciona en uno de sus escritos en el siglo VII al espéculo como un instrumento clásico y de uso corriente, considerado como el primer escrito donde aparece mencionado.
Posteriormente nace en la península ibérica a finales del primer milenio en el año 936 Albuskasim, médico islámico el cual fue el primero en utilizar el reflejo de la luz para examinar cavidades internas. Es importante mencionar que Albuskasim fue contemporáneo y conocido por Albucasis un importante tratadista sobre cirugía y traumatología.
En 1580 Wilhelm Fabry de Hilden inventa el “speculum auris”, hoy en día todavía en uso. En cuanto a esofagoscopia se le atribuye al alemán M.L. Valdenburg, instrumento formado por un tubo de goma resistente de 8 cm de largo y 1,5 cm de ancho que con la ayuda de un espejo común podía observar la mucosa esofágica.
Philipp Bozzini (1773-1809) médico alemán que a comienzos del siglo XIX realiza un gran adelanto en materia de endoscopia, un tubo conocido como lichtleiter o conductor de luz, cámara de doble luz que utiliza como fuente una vela común que refleja el rayo luminoso en un espejo, este invento es considerado como el precursor del endoscopio moderno, gracias a este adelanto Bozzini en 1805 logró visualizar el recto, la faringe, la uretra, la vejiga y hallazgos como cálculos y neoplasias en el aparato urinario, sin embargo su invención fue descartada por sus contemporáneos por ser considerado como un juguete.
Posteriormente en 1815 el francés Antoine Jean Desomeaux desarrolló un aparto diseñado especialmente para visualizar y examinar el tracto urinario, posteriormente en 1853 presentó su uretroscopio en la Académie de Médecine. Posteriormente se dedicó a perfeccionar su invento para la aplicación de este en otras zonas del cuerpo, contaba con 2 partes: algunas sondas, cuya forma y calibre dependían de la región a explorar y un sistema de iluminación que reflejaba las ondas de luz y las proyectaba en el aparato explorador.
El trabajo principal ya estaba hecho, solo faltaba afinar algunos detalles para permitir que este endoscopio fuera un aparato integró de diversa utilidad, en 1869 el doctor Adolph Kussmaul logró observar por primera vez el estómago de una persona, aunque esto no hubiese sido posible sin el excepcional talento del paciente tragasables el cual era capaz de tragar un tubo recto de 47 cm y 13 mm de diámetro. En 1879 los médicos Max y Josef Leiter crearon un cistouretroscopio y en 1881 Johann von Mikulicz creó el primer gastroscopio rígido, lo que no era muy práctico, sin embargo en 1932 el doctor Rudolph Schindler inventó una versión flexible de este, dando inicio a un nuevo periodo en endoscopia.

## Desarrollo y evolución histórica
El desarrollo de la endoscopía digestiva que conocemos hoy en día, se llevó a cabo en tres periodos:

### Endoscopía rígida (1868-1932)
El periodo de la endoscopía rígida inicia con el médico alemán Adolph Kussmaul, considerado el precursor de este procedimiento, quien en 1868, en colaboración con un circense especializado en tragarse sables, introdujo en este un largo y rígido espéculo en cuyo extremo proximal contenía la fuente luminosa, que Desormeaux había desarrollado años antes, hasta llegar al estómago, procedimiento denominado gastroscopía. A pesar de que este hecho no llevó a Kussmaul a distinguir correctamente los detalles del esófago ni estómago, contribuyó al desarrollo posterior de la esofagoscopía.
En 1881, el físico Johann Von Mikulicz y Josef Leiter idearon un esofagoscopio, el cual consiguió observar aspectos funcionales del esófago mediante una lámpara de platino con agua congelada que permitía una visión adecuada y consistentemente iluminada de este órgano desde su interior. El avance logrado por estos dos personajes proporcionó un concepto de las tres estructuras básicas, pero de suma importancia en un endoscopio: el sistema óptico, el cuerpo tubular y una fuente de luz eléctrica.
Sin embargo, la característica rigidez de los endoscopios desarrollados hasta ese entonces que ponían en riesgo la seguridad de los pacientes, a causa de la clara relación entre la estructura de estos y sus técnicas de introducción con la incidencia de perforaciones en la mucosa esofágica y gástrica, llevó a los siguientes personajes que se interesaron en la endoscopia a desarrollar instrumentos menos dañinos. Dentro de este grupo se encuentra a Elsner, quien, a pesar de que no suprimió la estructura rígida, situó el sistema de lentes en un tubo separado. Por otro lado, Bensaude y Hübner lograron desarrollar otras técnicas de introducción de estos instrumentos, el primero mediante un hilo conductor, y el último mediante una sonda elástica.
Pero la idea de fabricar un instrumento más seguro no se consolidó hasta la siguiente época en la evolución de la endoscopia.

### Endoscopía semiflexible (1932-1956)
Un personaje que marca este periodo es otro médico alemán quien incluyó una serie de avances y progresos en las endoscopías; simplificando los aparatos y modelando la técnica con que se llevaban a cabo. Rudolph Schindler en conjunto con George Wolfry idearon por primera vez un endoscopio cuasi flexible en 1928; el cual se componía por un endoscopio rígido confeccionado con material aislante, una porción flexible que usaba múltiples lentes convexas de poco alcance que permitían angular la imagen derecha sin perderla y una extremidad inferior con una pequeña esponja de goma que permitía trazar el camino y enjuagar secreciones.
El desarrollo de este y otros endoscopios por Schindler proporcionaron mayor información acerca de los órganos que se estudiaban y, a la vez, disminuyó los riesgos de la realización de este procedimiento en los pacientes. Sin embargo, los endoscopios de Schindler continuaban siendo ineficientes antes los requerimientos que un procedimiento como este tenía, tanto así que tras los nuevos endoscopio de este médico se sucedieron una serie de modificaciones que llevaron a Norbert Henning, en 1938, a publicar fotografías a color y películas de las endoscopias con las modificaciones realizadas.
Posteriormente, en 1940, Cameron fabricó el gastroscopio omniángulo utilizando un espejo en el lente del objetivo que proyectaba imágenes disminuyendo la distorsión de estas. Es en el año 1945 donde el desarrollo de la endoscopia da un gran salto con la compañía Eder Instrument Co que fabrica un modelo con una flexibilidad claramente aumentada y con un sistema óptico que proporciona una imagen más nítida. Es en este mismo tiempo y, por la misma compañía, en que aparece el gastroscopio tranesofagoscópico semiflexible que se convierte en el endoscopio de elección de los gastroenterólogos de la época.
Finalmente en 1952 es creada la gastrocámara por Uji y la Corporación Olympus.
La gastroenterología y el endoscopio se ve revolucionado con la construcción del primer fibroscopio por Curtis, Hirschowitz y Peters, basado en el principio de un conjunto de fibras de vidrio muy finas, reunidas en haces que transmiten los rayos luminosos en un tubo completamente flexible, el cual estaba provisto de una óptica lateral que a través de una lámpara eléctrica colocada detrás de un prisma transmitía la imagen.
Los beneficios que esta fabricación trajo consigo facilitó el uso de esta técnica como examen médico, permitiendo observar esófago, estómago y duodeno con una nitidez que ninguno de los instrumentos anteriores había logrado. A pesar de esto, la flexibilidad de este originó la dificultad de orientarlo en el interior del cuerpo.
Posterior al avance realizado con el fibroscopio la industria de la endoscopia siguió avancen el uso de un chip para generar imágenes, consiguiendo la proyección de lo que se veía a través del endoscopio en un monitor de televisión. Además, utilizaba una luz fría para evitar el contacto del paciente sometido a este examen con un conductor eléctrico bajo tensión.
La progresiva evolución que han sufrido los endoscopios en el último tiempo se debe a la acción de diferentes fabricantes japoneses tales como Pentax, Fujinon y Olympus, que han logrado mejorar la calidad de las imágenes y reducir el tamaño de los chips.
Las diferentes modificaciones que ha sufrido el endoscopio primitivo hasta el de nuestros días, que presenta la flexibilidad precisa para la exploración del tubo digestivo y un diámetro reducido, hacen este procedimiento uno seguro, que permite identificar sin mayor dificultad la lesiones, escaso de falsos diagnóstico, proveedor de posibilidades terapéuticas, completo y, por sobre todo, una pieza esencial en el desarrollo de la medicina digestiva.

## Consolidación de la endoscopia
A medida que fueron avanzando los adelantos tecnológicos en materia de endoscopia, se fue ampliando a su vez su utilización y adquiriendo valor a nivel mundial. El punto culminante que logró su consolidación fue la adquisición de flexibilidad, lo que permitió que se convirtiera en un instrumento médico útil y necesario para la medicina, pues se considera indispensable muchas veces para el examen y tratamiento de enfermedades.

## Endoscopio en la actualidad
La endoscopia ha tenido alto impacto en la evolución de la medicina, especialmente en el área de la Gastroenterología, y por lo mismo al ser una herramienta importante en la prevención, diagnóstico y tratamiento de las enfermedades es importante realizar progresos para asegurar la comodidad y seguridad del paciente, además de mejorar la observación y la calidad del examen.
En la actualidad se tienen diferentes dispositivos que cumplen con la finalidad de observar el interior del cuerpo. Desde 1983, Sivak y Fleischer modificaron la tecnología de los endoscopios creando un nuevo aparato llamado videoendoscopio o endoscopio electrónico, siendo expuesto en el Congreso de Gastroenterología de ese mismo año. Este consistía en una cámara de video incluida dentro del endoscopio permitiendo la visualización del tubo digestivo en una pantalla gracias a una proyección de señales eléctricas otorgando una “visión binocular” y utilizando una “luz fría” (luz que no genera calor). Los beneficios de este aparato ayudan profundamente al avance de la medicina permitiendo que ahora las observaciones puedan ser realizadas por más de una persona, además de realizar grabaciones y sacar fotografías que facilitan el trabajo de otorgar un diagnóstico apropiado y específico. Existe amplio catálogo de endoscopios por lo cual es importante que el personal médico y de enfermería que los vaya a utilizar los conozca ya que será de gran utilidad para brindar el diagnóstico y tratamiento oportuno al paciente.
Los endoscopios han evolucionado y cada vez más son más eficaces y resistentes y así mismo ayudan a generar menor costo en los hospitales donde se utilizan.
A través de los años se han realizado mejoras sobre este mismo aparato, mejorando la imagen y la seguridad para el paciente. En el año 2002, la empresa Olympus, una de las mayores productoras de aparatos para endoscopia, introdujo el primer videoendoscopio basado en la tecnología de imagen en alta definición (HD). Entregando mejor calidad de imagen y nitidez, además de aumentar la capacidad de amplificación y los colores observados, llegando hasta percibir vasos sanguíneos de muy pequeño calibre. Incluyendo mejoras referentes a la utilización de un tubo más delgado, flexible y menos invasivo para la persona que se está realizando el examen.
En las últimas décadas los avances, estudio y desarrollo se han enfocado en la fabricación de un aparato de pequeñas dimensiones llamado Cápsula Endoscópica. En el año 2001 se presentó el primer aparato de este tipo por Paul C. Swain en Gran Bretaña.
El intento de lograr una cápsula totalmente segura y eficiente ha sido el gran enfoque de los últimos años para los ingenieros e investigadores. Su aplicación consiste en ingerir la cápsula (similar a como se toma un medicamento encapsulado) y a través de su trayecto por el tubo digestivo logra capturar 2 fotografías por segundo para luego ser analizadas en computadores. Pero el gran problema con este dispositivo se atribuye a que no es reutilizable, por lo que aumentaría el costo del examen al tener que adquirir uno nuevo para cada procedimiento.

## Tipos
Generalmente se utiliza el término de endoscopia para referirse específicamente a la endoscopia gastrointestinal, sin embargo su definición es exacta al describir a este aparato como una forma de mirar dentro del cuerpo usando una sonda flexible que tiene una pequeña cámara en su extremo, sin especificar que parte del cuerpo es. Los principales tipos de endoscopia se mencionan a continuación:
- Artroscopio: empleado para examinar directamente las articulaciones.

- Broncoscopio: empleado para examinar las vías aéreas y los pulmones.

- Cistoscopio: empleado para visualizar el interior de la vejiga.

- Laparoscopio: empleado para examinar directamente los ovarios, el apéndice u otros órganos abdominales.

- Anoscopio: empleado para observar el ano, el conducto anal y la parte baja del recto.

- Colonoscopio: empleado para visualiza el interior del colon (intestino grueso) y el recto.

- Esofagogastroduodenoscopio: empleado para inspeccionar el revestimiento del estómago y la primera parte del intestino delgado.

- Enteroscopio: empleado para examinar el intestino delgado.